# Атенс (Пенсилванија)
Атенс (енгл. Athens) град је у америчкој савезној држави Пенсилванија.

## Демографија
По попису из 2010. године број становника је 3.367, што је 48 (-1,4%) становника мање него 2000. године.
| Група             | 2000.         | 2010.         |
| Белци             | 3.321 (97,2%) | 3.245 (96,4%) |
| Афроамериканци    | 31 (0,9%)     | 30 (0,9%)     |
| Азијати           | 10 (0,3%)     | 16 (0,5%)     |
| Хиспаноамериканци | 34 (1,0%)     | 46 (1,4%)     |
| Укупно            | 3.415         | 3.367         |